# Aloe lineata
Aloe lineata é uma espécie de liliopsida do gênero Aloe, pertencente à família Asphodelaceae.